# 奧班尼 (西澳)
奧班尼（Albany）是座落於西澳大利亞州南部沿海地區的城市。根據2007年人口統計資料，奧班尼有35,000人口，是西澳州的第四大城。